# From This Moment On (chanson de Shania Twain)
Singles de Shania Twain
You're Still the One
(1998) Honey, I'm Home
(1998)
From This Moment On est une chanson de la chanteuse canadienne Shania Twain extraite de l'album Come on Over. Écrite par Twain et Robert Lange, elle sort en single le 14 mars 1998 sous le label Mercury Records. C'est une ballade country pop écrite devant un match de l'Inter Milan et destinée à être un duo avec Elton John. Finalement, ils choisissent Bryan White.
From This Moment On reçoit des critiques généralement positives et remporte une récompense lors des Canadian Country Music Awards en 1999. Du côté des ventes, la chanson atteint le top 10 en Australie, Nouvelle-Zélande, au Royaume-Uni et aux États-Unis. Dans le clip réalisé par Paul Boyd, on peut voir Twain chanter avec un orchestre. La chanteuse interprète From This Moment On en duo avec les Backstreet Boys et également à chaque tournée depuis la sortie de la chanson.

## Genèse et structure musicale
« Je n'ai jamais collaboré, aussi bien en duo, avec personne auparavant, cela a donc été très excitant.Ils m'ont laissé faire exactement ce que je voulais faire et je pense que nous nous sommes vraiment bien mélangés. J'ai essayé tous les types d'arrangement avec eux ».
From This Moment On est conçue par Twain alors qu'elle est assise à côté de Mutt Lange dans leur maison. Il regarde un match de football de l'Inter Milan et elle, pendant ce temps, écrit les paroles et compose la mélodie avec sa guitare. Twain pense que From This Moment On pourrait être une chanson pour Céline Dion mais, alors que Twain et Lange développe la chanson, ils en concluent qu'elle serait mieux en duo. Malgré leur premier choix qui était basé sur Elton John, ils choisissent le chanteur Bryan White qui prend l'opportunité. Twain décrit White comme « la meilleure voix masculine dans la musique country. Au-delà de la musique country ! C'est un excellent chanteur. Il avait donc besoin d'être sur ce disque car la chanson assure. Elle veut ça. Elle veut du dynamisme ». White explique, qu'au moment où il vient enregistrer, que la chanson est presque finie et que, vocalement, c'est « un challenge difficile ».
From This Moment On est le quatrième single de Come on Over ; elle est publiée le 14 mars 1998 en Amérique du Nord et Océanie et le 16 novembre 1988 en Europe. Pour la publication internationale, la voix de White est remplacée par celle du chanteur irlandais Ronan Keating. Musicalement, From This Moment On est une ballade country pop,, a une mesure en 4/4 et un tempo lent de 72 pulsations par minute. Elle est composée dans une tonalité en Sol majeur et la voix de Twain couvre les notes Ré3 à Do5. Nick Reynolds de BBC décrit la chanson comme une nouvelle ballade country puissante avec « une belle mélodie ».

## Accueil

### Critique
From This Moment On reçoit principalement des critiques positives. Matt Bjorke d'About.com choisit la chanson comme l'un des grands moments de l'album tandis qu'Elizabeth Kessler de Yahoo! dit « qu'aucune chanson ne peut se comparer à cet hymne à l'amour ! Tout le monde sent qu'ils sont repliés sur eux-mêmes en écoutant cette chanson arrachante ». Le journaliste Kevin John Coyne de Country Universe fait deux critiques de From This Moment On. Pour le duo, Coyne donne la note B et commente qu'il s'agit surtout d'une mise en valeur de la voix de White « qui rentre dans des coups de langue et rend Twain un peu fade à côté. Cependant, il donne à la chanson un côté eighties de Peter Cetera, qui ne tient pas dans la durée ». Coyne conclut que la publication du single transforme la piste « en un numéro solo efficace » et remarque que « l'ajout d'une guitare espagnole qui s'inspire lourdement de Have You Ever Really Loved a Woman donne du peps à la ballade ». Il donne la note A-. Lors des Canadian Country Music Awards de 1999, From This Moment On gagne la récompense de la Collaboration vocale/instrumentale de l'année.

### Commercial
From This Moment On rencontre un succès raisonnable. Aux États-Unis, la piste arrive numéro quatre dans le Billboard Hot 100 et numéro un dans les Hot Adult Contemporary Tracks et Hot Country Songs. Cependant, elle n'est pas capable d'atteindre le top 10 dans le Pop Songs et Adult Pop Songs, arrivant en seizième et 22e positions. Selon le classement du magazine RPM, From This Moment On est treizième au Canada, tout en étant numéro un dans le RPM Country Songs et Adult Contemporary,. En Australie, la piste débute 32e et arrive en seconde position au bout de la onzième semaine. Elle reste 32 semaines dans le hit-parade et est la dixième chanson la plus vendue de l'année 1998,. From This Moment One atteint le top 10 en Nouvelle-Zélande où elle est septième. En Europe, elle n'atteint pas le top 10 que ce soit en France, aux Pays-Bas ou en Suède,,. Au Royaume-Uni, elle débute en neuvième position le 28 novembre 1998.

## Vidéoclip
La vidéo a été tournée à New York, dirigée par Paul Boyd le 27 août 1998 et est lancée le 27 septembre 1998. Dans cette vidéo, Shania est vêtue d'une longue robe blanche avec des voiles. Dans un décor épuré, elle ouvre une porte et voit son orchestre et ses musiciens en pleine interprétation. À la fin du clip, l'orchestre disparaît. La vidéo sur laquelle il y a un bêtisier à la fin est incluse dans les DVD Come On Over: Video Collection et The Platinum Collection,. Twain interprète From This Moment On avec le groupe Backstreet Boys et à chacune de ces tournées depuis la sortie du single.

## Liste des pistes
| CD Maxi 1. From This Moment On (Single Mix) – 3:42 2. From This Moment On (Shania Twain & Bryan White version) – 4:52 3. You're Still the One (Soul Solution Dance Radio Edit) – 4:03 4. You're Still the One (Soul Solution Extended Club Mix) – 8:42 5. You're Still the One (Doug Beck Pleasure Dub) – 6:09 6. You're Still the One (Kano Dub) – 7:46 | CD single 1. From This Moment On (Pop Radio Mix) – 4:01 2. From This Moment On (The IV Mix) – 5:00 Promo CD single 1. From This Moment On (Radio Mix) – 4:01 |

## Classements et certifications
| Classement (1998/1999/2000)     | Meilleure position |
| ------------------------------- | ------------------ |
| Australie (ARIA)                | 2                  |
| Canada (RPM Country Tracks)     | 1                  |
| Canada (RPM Adult Contemporary) | 1                  |
| Canada (RPM Top 100 Singles)    | 13                 |
| France (SNEP)                   | 35                 |
| Nouvelle-Zélande (RMNZ)         | 7                  |
| Pays-Bas (Single Top 100)       | 53                 |
| Royaume-Uni (UK Singles Chart)  | 9                  |
| Suède (Sverigetopplistan)       | 15                 |
| États-Unis (Hot 100)            | 4                  |
| États-Unis (Adult Contemporary) | 1                  |
| États-Unis (Adult Pop Songs)    | 22                 |
| États-Unis (Country Songs)      | 6                  |
| États-Unis (Pop Airplay)        | 16                 |

| Pays (1998)                        | Position |
| ---------------------------------- | -------- |
| Australie                          | 10       |
| Canada (Adult Contemporary Tracks) | 7        |
| États-Unis (Country Songs)         | 58       |
| Pays (1999)                        | Position |
| États-Unis                         | 57       |

| Pays             | Certification |
| ---------------- | ------------- |
| Australie        | Platine       |
| Nouvelle-Zélande | Platine       |
| Royaume-Uni      | Argent        |

## Compléments